# Katamon

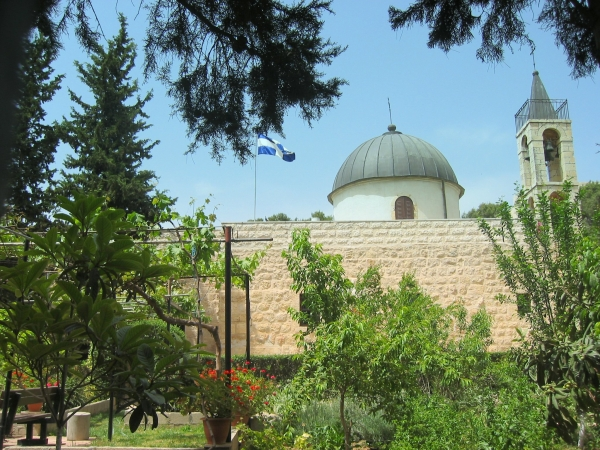
Klášter San Simon v čtvrti Katamon

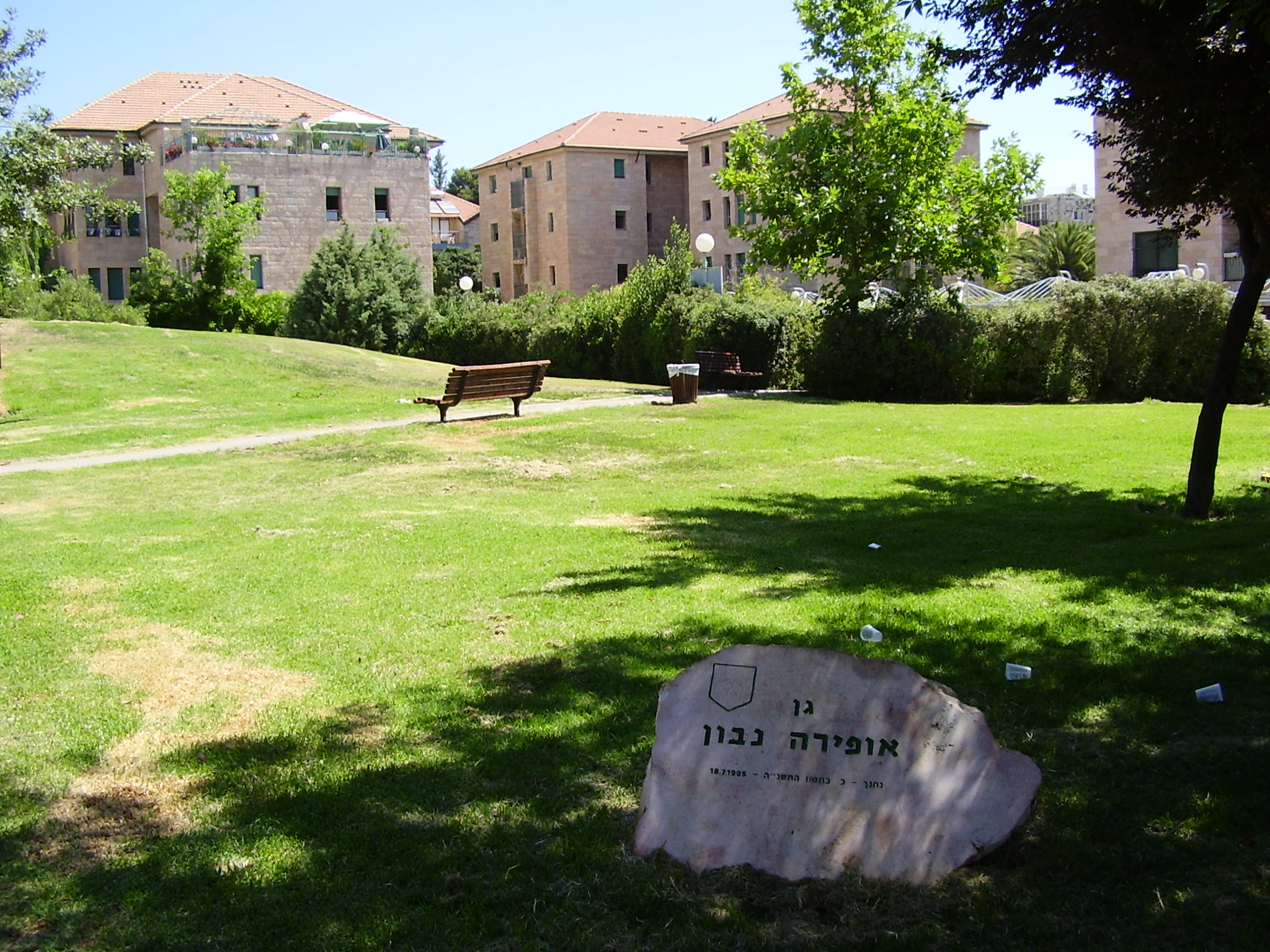
Park Ofiry Navon v čtvrti Katamon

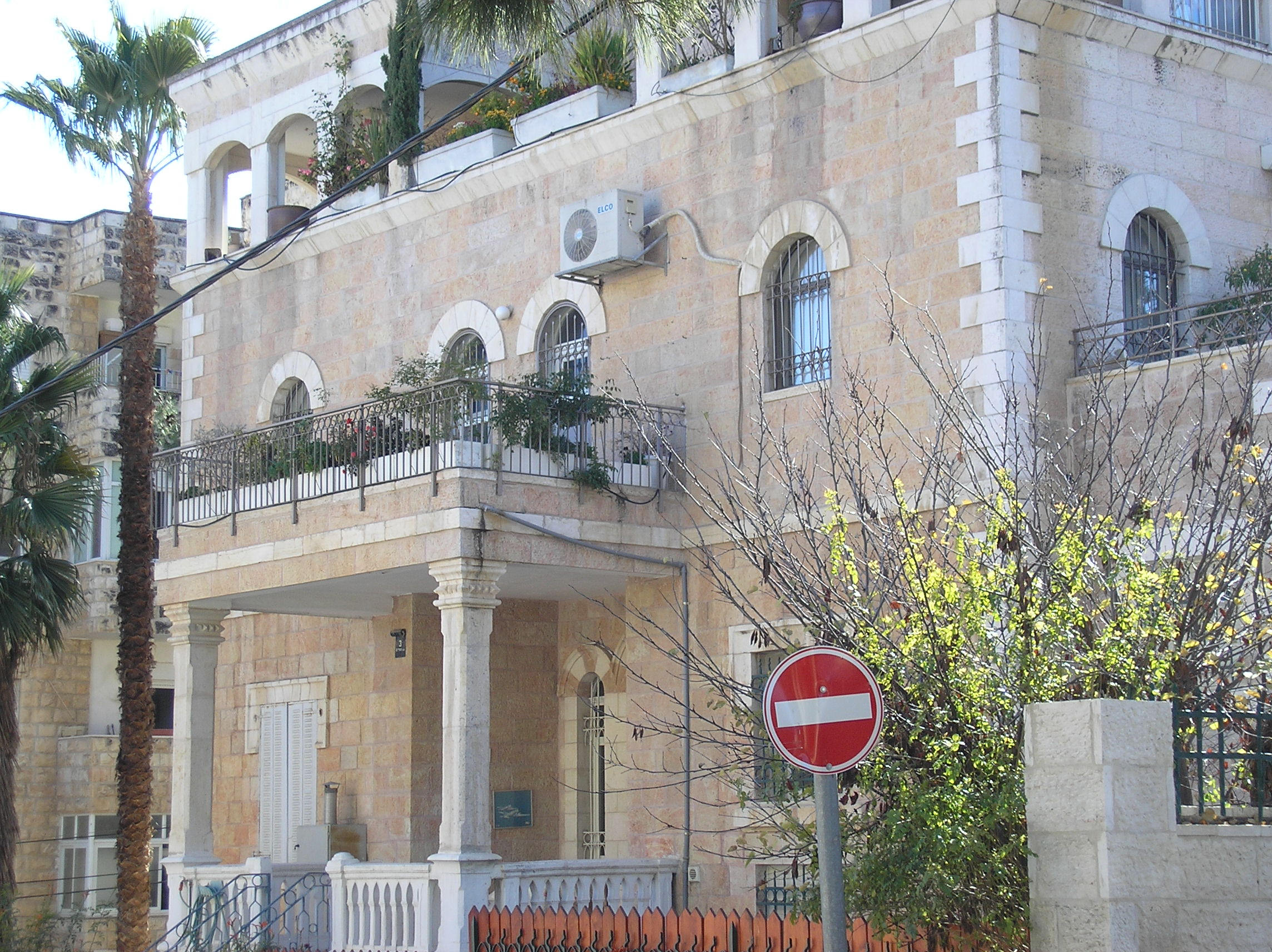
Původní zástavba arabského stylu v čtvrti Katamon

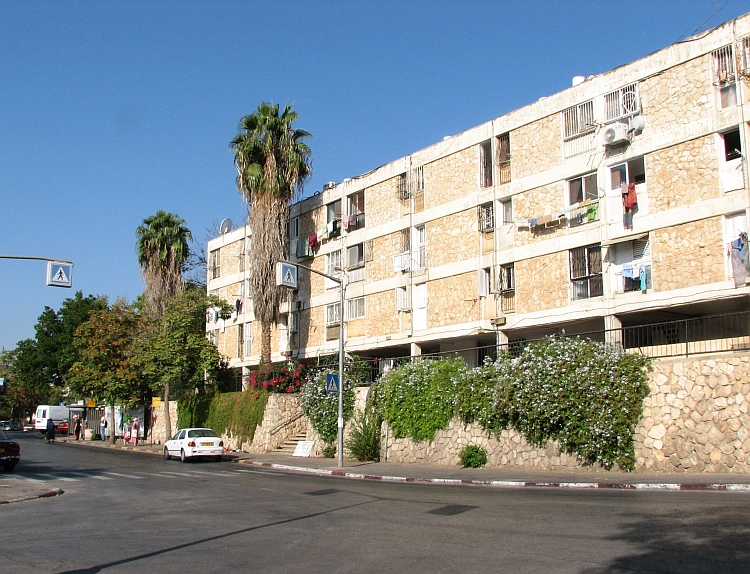
Moderní hromadná bytová výstavba v čtvrti Katamon

Katamon (hebrejsky קטמון‎, z řeckého κατὰ τῷ μοναστηρίῳ - „pod klášterem“, arabsky قطمون‎) je městská čtvrť v jižní části Jeruzaléma v Izraeli.

## Geografie
Na severu hraničí s čtvrtěmi Kirjat Šmu'el, Najot a Neve Granot, na jihovýchodě s čtvrtí Mekor Chajim a ha-Mošava ha-Jevanit (Řecká Kolonie), na jihu s čtvrtí Bajt Safafa, na západě s Malcha (Manachat), Ramat Šaret a Giv'at Mordechaj. Leží v nadmořské výšce cca 750 metrů cca 2,5 kilometru jihozápadně od historického jádra města. Leží na mírně zvlněné vyvýšenině, která na západ odtud spadá do údolí vádí Nachal Rechavja, na jihu do údolí Emek Refa'im. Po jižním a jihovýchodním okraji čtvrtě vede stará železniční trať Tel Aviv-Jeruzalém. Populace čtvrti je židovská.

## Dějiny
Čtvrť založili v době Britské mandátní Palestiny bohatí arabští obchodníci z Jeruzaléma. Šlo tehdy o jednu z nejpřepychovějších čtvrtí města. Říkalo se jí Květinová zahrada Jeruzaléma. Ve středu nové čtvrtě stál klášter San Simon. Zde se během války za nezávislost v roce 1948 odehrávaly těžké boje, protože klášter ležel na výrazném terénním hřbetu, jenž umožňuje ovládat jižní přístup do města. Poté, co Izraelci bitvu o klášter vyhráli, skončilo i arabské osídlení v Katamonu. Od roku 1952 zde začala hromadná bytová výstavba, která podstatným způsobem rozšířila zastavěné území čtvrti. Ta byla rovněž oficiálně přejmenována na Gonen (גונן‎). Název je ale pouze oficiální a není všeobecně používán.
Rozrůstání původního Katamonu po roce 1952 se odehrávalo formou budování autonomních bytových souborů nazývaných Katamonim (nebo Gonenim). Některé z nich mají urbanistický charakter samostatné městské čtvrti, jako například Katamon Zajin (zvaný též Pat). Podobně Katamon Chet vyrostl koncem 50. let 20. století podél ulic Rechov ha-Šomer a Rechov na-Notrim a Katamon Tet v polovině 60. let 20. století jako soubor dlouhých bytových domů s malými byty, které mnohde zůstávají dodnes ve státním vlastnictví a ještě koncem 90. let 20. století byly použity pro rychlé ubytování židovských imigrantů. Populace je smíšená, tvořená sekulárními, nábožensky sionistickými i ultraortodoxními rodinami. Katamon Chet je nazýván San Simon a navazuje na starší areál kláštera San Simon.